# André Bergen
André Bergen (Sint-Truiden, 22 september 1950) is een Belgisch voormalig bankier en bestuurder.

## Levensloop
André Bergen behaalde het diploma van licentiaat in de economische wetenschappen aan de Katholieke Universiteit Leuven. In 1974 werd hij er assistent aan de faculteit Economie.

### Kredietbank/KBC
In 1977 ging hij aan de slag bij de studiedienst van de Kredietbank en in 1979 ging hij voor deze bank werken bij het Foreign Exchange and Treasury Department in New York in de Verenigde Staten. Een jaar later werkte hij voor de Chemical Bank in Brussel. In 1982 ging Bergen werken voor de Generale Bank. Bij deze bank werd hij in 1993 lid van het directiecomité. Samen met voorzitter Fred Chaffart en andere leden van het directiecomité van de Generale Bank verzette hij zich in 1998 tegen de overname van de bank door Fortis. De overname ging echter door en Bergen werd lid van het directiecomité van Fortis. Hij was ook bestuurder van de beurs van Brussel.
In 1999 plukte André Leysen Bergen weg uit de bankwereld en maakte hij de overstap naar de industriële sector. In 2000 werd hij financieel directeur van beeldverwerkinggroep Agfa-Gevaert, waar hij een jaar later ook vicevoorzitter werd van raad van bestuur. 
In 2003 werd hij echter gecontacteerd door Jan Huyghebaert om CEO te worden van de KBC Bank in opvolging van Remi Vermeiren. Marc Gedopt volgde hem op als financieel directeur van Agfa-Gevaert. Hij werd naast CEO van de KBC Bank ook vice-CEO van de hele KBC Groep. In 2006 werd hij CEO van de hele groep in opvolging van Willy Duron. In 2008 werd hij door Trends verkozen als Manager van het Jaar 2007.

### Overige mandaten
In mei 2009 onderging Bergen een hartoperatie en om gezondheidsredenen gaf hij in de zomer van dat jaar zijn mandaat op en verliet hij KBC. Hij werd er opgevolgd door Jan Vanhevel. Hij besloot geen uitvoerende functies meer uit te voeren, maar enkel nog bestuursmandaten bij bedrijven op te nemen.
Hij was bestuurder en voorzitter van investeringsmaatschappij Cofinimmo, beursuitbater NYSE Euronext (2010-2013), de Nederlandse zakenbank NIBC (2010-2014), het Antwerpse havenbedrijf Ahlers, schuimrubberfabrikant Recticel (2011-2015), beursuitbater Euronext (2011-2015), de Nederlandse financiële groep Delta Lloyd en het groenstroombedrijf Enfinity. Hij was tevens lid van de adviesraad van het investeringsfonds Waterland Private Equity Investments. Ook was hij bestuurder bij Sapient Investment Management Private Equity (Cyprus) en Zuhair Fayez Partnership Consultants (Saoedi-Arabië).
Bergen bekleedde ook enkele mandaten in de non-profit; zo is of was hij uitvoerend bestuurder van de Koning Boudewijnstichting, bestuurder van het Gentse muziekfestival OdeGand en lid van de raad van wijzen van Vlaanderen in Actie. Hij was tevens jarenlang bestuurder van het Fonds voor Wetenschappelijk Onderzoek - Vlaanderen en werkgeversorganisaties Voka en UWE.
In 2021 werd hij in opvolging van Hein Blocks voorzitter van de raad van commissarissen van de Nationale-Nederlanden Bank.